# Scharnhorst-Ost
Scharnhorst-Ost, Dortmund-Scharnhorst-Ost – dzielnica miasta Dortmund w Niemczech, w kraju związkowym Nadrenia Północna-Westfalia, w okręgu administracyjnym Scharnhorst.